# قدر ۱۱۰
قدر ۱۱۰ یک موشک بالیستیک میان‌برد است که توسط ایران طراحی و ساخته شده است. این موشک دارای بردی بین ۲٬۰۰۰ تا ۱٬۸۰۰ کیلومتر است. نیروهای مسلح ایران برای نخستین بار این موشک را در یک رژهٔ نظامی سالانه به مناسبت جنگ ایران و عراق به نمایش عمومی گذاشتند.
موشک قدر ۱۱۰ نسخهٔ بهبودیافته‌ای از شهاب ۳ است. گمان می‌رود که این موشک دو مرحله‌ای باشد و مرحلهٔ اول آن با سوخت مایع و مرحلهٔ دوم با سوخت جامد باشد. این مشخصات به موشک بردی حدود ۱٬۵۰۰ کیلومتر (۹۳۰ مایل) را می‌دهد. گمان می‌شود که موشک‌های قدر ۱۰۱ و قدر ۱۱۰ توانایی ساخت سلاح‌های ضد ماهواره‌ای و موشک بالیستیک میان‌برد را برای ایران فراهم ساخته‌اند.
موشک قدر برای نخستین بار در یک رژهٔ سالانه به مناسبت سالگرد آغاز جنگ ایران و عراق رونمایی شد. این موشک در سه نوع تولید می‌شود:
- «قدر اس» با برد ۱٬۳۵۰ کیلومتر
- «قدر اچ» با برد ۱٬۶۵۰ کیلومتر
- «قدر اف» با برد ۱٬۹۵۰ کیلومتر

موشک‌های سری قدر ۱۱۰ دارای کلاهک جنگی با وزنی بین ۶۵۰ تا ۱٬۰۰۰ کیلوگرم هستند که مدل «قدر اف» بیشترین وزن را حمل می‌کند. همچنین طول این موشک‌ها بین ۱۵٫۵ تا ۱۶٫۵۸ متر و وزن کلی آن‌ها بین ۱۵ تا ۱۷٫۴۸ تن است، به‌طوری‌که مدل پایهٔ آن دو تُن سنگین‌تر از شهاب-۳ است.
موشک قدر ۱۱۰ دارای مانورپذیری بیشتر و زمان آماده‌سازی کوتاه‌تری نسبت به شهاب-۳ است. زمان آماده‌سازی آن ۳۰ دقیقه است، در حالی‌که زمان آماده‌سازی شهاب-۳ چندین ساعت طول می‌کشد. این موشک به‌طور کامل در ایران و در مجتمع فوق‌سری صنایع موشکی همت ساخته شده است.
در نوامبر ۲۰۱۵ و ژانویهٔ ۲۰۱۷، گزارش شد که ایران اقدام به پرتاب موشک قدر ۱۱۰ کرده است. ایالات متحده این اقدام را نقض قطعنامه ۲۲۳۱ شورای امنیت تلقی کرد که در آن از ایران خواسته شده است تا روی هیچ موشک بالستیکی که توانایی حمل کلاهک هسته‌ای داشته باشد، کار نکند یا آن را پرتاب نکند. سفیر روسیه در سازمان ملل این دیدگاه را رد کرد و گفت: «درخواست، متفاوت از ممنوعیت است، بنابراین از نظر حقوقی نمی‌توان درخواست را نقض کرد، بلکه می‌توان آن را اجرا کرد یا نادیده گرفت، اما نمی‌توان آن را نقض کرد.»
وزیر امور خارجه ایران، محمدجواد ظریف، در پاسخ گفت که از آن‌جا که ایران دارای سلاح هسته‌ای نیست و هرگز نیز قصد دستیابی به آن را ندارد، موشک‌های خود را به‌گونه‌ای طراحی نمی‌کند که قابلیت حمل کلاهک هسته‌ای داشته باشند. این ادعا با سرقت اسناد هسته‌ای ایران مورد تردید قرار گرفت. با این حال، «مایکل المن»، عضو ارشد حوزهٔ پدافند موشکی در مؤسسه بین‌المللی مطالعات استراتژیک (IISS) یادآور شد که طراحی بمبی که توسط بنیامین نتانیاهو ارائه شد، تنها در دماغهٔ موشک‌های رونمایی شده پیش از سال ۲۰۰۴ ایران مانند شهاب-۳ جای می‌گیرد، اما در هیچ‌یک از موشک‌های پس از آن، از جمله قدر ۱۱۰، نمی‌گنجد.
در تاریخ ۶ نوامبر ۲۰۲۳، یک فروند موشک قدر ۱۱۰ از سوی حوثی‌ها از یمن به‌سوی اسرائیل شلیک شد که توسط سامانهٔ پیکان-۳ رهگیری و در حالی‌که هنوز در بیرون از جو زمین قرار داشت، منهدم گردید؛ این رخداد به‌عنوان نخستین نمونه از نبرد در فضا در تاریخ بشر توصیف شد.